# Internet in Deutschland
In Deutschland benutzten 2021 ungefähr 94 % der deutschen Bevölkerung das Internet beruflich oder privat, was weit über dem weltweiten Durchschnitt liegt (2017: 64,2 %). Einen privaten Zugang besaßen ca. 79 %, das entspricht etwa 66,6 Millionen Internetnutzern in Deutschland. Die Top-Level-Domain Deutschlands lautet .de. Die Infrastruktur der Telekommunikation, die ursprünglich in staatlichen Händen lag, wurde in den 1990er-Jahren privatisiert. Der Wettbewerb sollte intensiviert werden und der ehemalige Staatsbetrieb Deutsche Telekom wurde im Jahr 1995 an die Börse gebracht. Heute bieten neben wenigen Großkonzernen auch kleinere Anbieter Leistungen an.
Die wichtigste Verbindung ins Ausland ist die DE-CIX, in Frankfurt, mit einer Geschwindigkeit von mindestens 10 Tbps.

## Verbreitung

Internetnutzer in Deutschland seit 1997

Laut ARD/ZDF-Onlinestudie steigt der Anteil der Internetnutzer an allen Personen in Deutschland ab 14 Jahren jährlich und lag 2022 bei 95 %.
Die Nutzerzahlen sind seit 2003 stets bei jüngeren Altersgruppen höher als bei älteren. Vor allem die mobilen Geräte trieben die Nutzung des Internets in den Jahren um 2013 herum weiter voran: Innerhalb eines Jahres stieg der Anteil der mobilen Nutzung des Internets von 23 % (2012) auf 41 % (2013).
Die Anzahl der Internetzugänge steigt in Deutschland stetig an, auch wenn der Fortschritt im Breitbandausbau, besonders außerhalb urbaner Regionen, dem Fortschritt in anderen europäischen Staaten hinterherhinkt. 89 % der Bevölkerung Deutschlands nutzt das Internet, nach Angaben der Internationalen Fernmeldeunion liegt der Wert bei 86 %. Damit liegt der Wert rund 8 Prozentpunkte höher als der europäische Durchschnitt. 79 % der deutschen Bevölkerung hat einen heimischen Internetzugang.
Im Jahr 2014 übertraf die Anzahl von 23,3 Millionen DSL-Anschlüssen die Zahl der Internetanschlüsse über das Kabelnetz mit 6,3 Millionen, auch wenn deren Anzahl von 5,5 Millionen im Jahr 2013 deutlich stieg. 34 % der Haushalte hatten eine Übertragungsgeschwindigkeit von unter 51 Mbps. Der ehemalige Verkehrsminister Alexander Dobrindt, der auch für digitale Infrastruktur verantwortlich war, stellte einen gemeinsamen Fahrplan vor, der bis 2018 für jeden Haushalt eine Verbindungsgeschwindigkeit von mindestens 50 Mbps garantieren sollte. Im März 2015 bestätigte er, dass die Telekommunikationsanbieter zusammen 10 Milliarden Euro bereitstellen.
| Altersgruppe                | gesamt | 18–24 Jahre | 25–29 Jahre | 30–39 Jahre | 40–49 Jahre | 50–59 Jahre | über 60 Jahren |
| --------------------------- | ------ | ----------- | ----------- | ----------- | ----------- | ----------- | -------------- |
| Penetrationsrate in Prozent | 78 %   | 99 %        | 98 %        | 98 %        | 96 %        | 88 %        | 48 %           |

| Unter 35 Jahren     | Unter 35 Jahren | Über 35 Jahren         | Über 35 Jahren |
| ------------------- | --------------- | ---------------------- | -------------- |
| Hochschulreife      | 99 %            | Hochschulreife         | 82 %           |
| Mittlere Reife      | 98 %            | Mittlere Reife         | 67 %           |
| Hauptschulabschluss | 97 %            | Hauptschule mit Lehre  | 66 %           |
|                     |                 | Hauptschule ohne Lehre | 53 %           |

In Deutschland gibt es Geschlechtsunterschiede hinsichtlich der Nutzung des Internets. Während 2014 81,8 % der Männer das Internet nutzten, waren es zum selben Zeitpunkt nur 71,9 % der Frauen. Diese Lücke vergrößerte sich zwischen 2013 und 2014 um 0,3 Prozentpunkte. Die Penetrationsrate bei der Altersgruppe zwischen 14 und 39 Jahren lag bei über 96 %, während die Penetrationsrate bei über 70-Jährigen mit ungefähr 30 % niedrig war. In der Altersgruppe der über 60-Jährigen ist der geschlechtsspezifische Unterschied noch gravierender, während hier 59 % der Männer das Internet nutzen, benutzen es nur 40 % der Frauen. Trotz des stetigen Wachstums stockte diese Rate in dieser Altersgruppe dennoch. Unterschiede der Internetnutzung zwischen Gruppen verschiedener Bildungsstufen haben sich über die letzten Jahre nicht merklich verändert, sind allerdings erwähnenswert. Unterschiede zwischen Bildungsstufen bei den unter 35-Jährigen sind praktisch nicht vorhanden. Ab 35 Jahren werden diese gravierender, denn die Penetrationssrate bei Personen mit Hochschulabschluss liegt bei 82 %, während Personen mit Hauptschulabschluss und Abschluss als Auszubildende eine Penetrationsrate von lediglich 66 % aufweisen. Haushalte, deren monatliches Nettoeinkommen unter 1000 € liegt, haben eine Penetrationsrate von 54,1 %. Haushalte, deren monatliches Nettoeinkommen über 3000 € liegt, haben eine Penetrationsrate von über 93,5 %. Außerdem gibt es immer noch Unterschiede zwischen der Penetrationsrate in den neuen und alten Bundesländern. Während die alten Bundesländer eine Penetrationsrate von 79 % haben, haben die neuen Bundesländer eine nur von 71 %.
| Altersgruppe    | Gesamt | 18–24 Jahre | 25–29 Jahre | 30–39 Jahre | 40–49 Jahre | 50–59 Jahre | Über 60 Jahren |
| --------------- | ------ | ----------- | ----------- | ----------- | ----------- | ----------- | -------------- |
| keine Nutzung   | 23 %   | 1 %         | 2 %         | 2 %         | 4 %         | 12 %        | 52 %           |
| 1–2 Stunden     | 15 %   | 3 %         | 7 %         | 11 %        | 18 %        | 21 %        | 14 %           |
| 3–10 Stunden    | 35 %   | 28 %        | 37 %        | 45 %        | 45 %        | 40 %        | 10 %           |
| über 10 Stunden | 27 %   | 67 %        | 53 %        | 40 %        | 32 %        | 26 %        | 10 %           |

Die Zahl der Deutschen, die das Internet nur maximal zwei Stunden die Woche benutzen, ist zwischen 2007 und 2014 von 21 % auf 15 % gesunken. Die Zahl derer, die das Internet zwischen drei und zehn Stunden benutzen, stieg zwischen 2007 und 2014 von 26 % auf 35 % an. Der Anteil derer, die das Internet über zehn Stunden nutzen, stieg zwischen 2007 und 2014 von 13 % auf 27 %. In dieser Zeit stieg die Penetrationsrate von 61 % bis heute auf 78 % an.

### Kosten
Die Preise für eine Internetverbindung sind in den letzten Jahren stabil geblieben, während die Kommunikationsdienste um etwa 1,6 Prozent gesunken sind. Eine begrenzte Flatrate für eine Breitbandverbindung kostet zwischen 5 und 30 Euro im Monat, der Preis einer unbegrenzten Flatrate liegt ja nach Anbieter und Netzauswahl zwischen 20 € und 100 € was bei einem Median-Monatseinkommen von 2503 Euro brutto bezahlbar ist. Trotzdem stellt dieses Preisniveau für Geringverdiener eine Hürde dar. Im Internationalen Vergleich sind die Flatrate Verträge teurer und bieten oft geringere Datenmengen vor einer Drosselung an.

## Sperrung

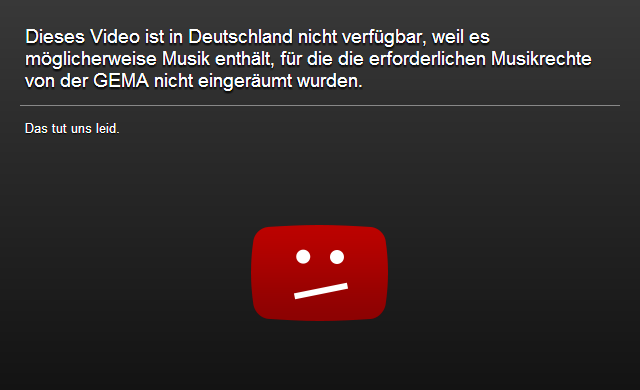
Deutsche Version der Fehlermeldung bei Aufrufen eines von der GEMA geschützten Videos auf YouTube bis November 2016

Der Zugang zu Online-Inhalten ist in Deutschland relativ frei, die meisten Sperrungen von Internetinhalten in Deutschland beruhen auf Urheberrechtsverletzungen. Andere Fälle von Limitation gehen auf den Beschluss des Europäischen Gerichtshofes auf das Recht zum Vergessen, in dem Internet-Nutzer Nichtauffindbarkeit von Inhalten erzwingen können.
In den Jahren 2014 und 2015 gab es keine bekannten Fälle von angeordneten Sperren ganzer Internetseiten. Seiten, die häufig national gesperrt werden wie YouTube, Twitter und Facebook, aber auch Bloggingdienste blieben in Deutschland frei zugänglich.
Inhaltssperrungen, die von Nicht-Regierungsorganisationen ausgehen, kommen in Deutschland gelegentlich vor. So sperrte Google regelmäßig Musik auf YouTube, die durch die GEMA geschützt war, weil die Lizenzrechte zuvor nicht von Google eingekauft wurden. Da sich Google und die GEMA lange Zeit nicht einigen konnten, waren 61,5 % der weltweit 1000 populärsten YouTube-Videos in Deutschland bis zum 1. November 2016 nicht verfügbar.
Google gibt im Transparency Report an, zwischen Juli und Dezember 2015, 199 Aufforderungen zum Löschen von insgesamt 1290 Inhalten bekommen zu haben. Das ist der höchste Stand seit Dezember 2012. Facebook sperrte den Zugang zu 60 Postings, die Rechtsextremismus und Holocaustleugnung betrafen.
Während der Einfluss der Politik auf die Medienkultur im Internet in Deutschland niedrig ist, gab es Versuche, kritische Informationen zu entfernen. Im Januar 2014 mahnte das Innenministerium die Internetseite fragdenstaat.de wegen Copyrightverletzung ab, nachdem die Website eine interne Stellungnahme veröffentlicht hatte. Dieser Versuch wurde als Einschränkung der Pressefreiheit kritisiert.
Selbstzensur ist in Deutschland kein großes oder schlecht dokumentiertes Phänomen. Allerdings gibt es doch einige unausgesprochene Regeln der deutschen Presse.

### Gesetzliche Regelung
Entsprechend Artikel 5 des deutschen Grundgesetzes gibt es Meinungs- und Medienfreiheit. Nach Artikel 10 gilt ein Post- und Briefgeheimnis, das geheime Telekommunikation einschließt. Diese Artikel galten bei der Einführung für analoge Kommunikationsmittel wie Briefe, sind aber auf Online-Kommunikationsmittel wie Nachrichtensofortversanddienste anwendbar.

## Wettbewerb
Der Telekommunikationsmarkt wurde um die 1990er-Jahre privatisiert um mehr Wettbewerb zu initiieren.
Bei den Breitband-Festnetzanschlüssen erzielte die Deutsche Telekom im Q1 2025 einen Marktanteil von 40,6 %, es folgen Vodafone mit 27,0 %, 1&1 mit 10,7 % und Telefónica Deutschland mit 6,4 %. Die restlichen 15,3 % entfallen auf verschiedene Anbieter mit jeweils weniger als 2,2 % Marktanteil.
Bei den Postpaid-Kundenzahlen der Mobilfunknetzbetreiber erreichte die Deutsche Telekom im Q1 2025 einen Marktanteil von 34,2 %, es folgen O2 von Telefónica mit 32,5 %, Vodafone mit 24,7 % und 1&1 mit 7,6 %.

## Internetaktivismus
Das Internet stellt eine Infrastruktur bereit, politische Probleme in Deutschland zu kritisieren. Als die Absicht der Regierung, die Netzneutralität aufzuweichen, bekannt wurde, wurden Internetnutzer dazu aufgerufen, am 10. September 2014 an der US-amerikanischen Kampagne „battle for the net“ teilzunehmen. Blogger und Internetseitenbetreiber sollten einen Ladebalken, der symbolisch für die fehlende Netzneutralität stehen soll, auf ihre Internetseiten und Blogs einfügen. Wer keine Internetseite besäße, sollte sein Profilbild in sozialen Netzwerken auf ein Ladesymbol ändern.
Ein noch größerer Online-Aufruf entwickelte sich, als die EU die Vorratsdatenspeicherung von Passagierdaten plante. Der von Überwachungskritikern geplante Aktionstag fiel auf den 11. April 2015, als an den Flughäfen in Berlin, Frankfurt, Köln/Bonn, Leipzig Halle, Nürnberg, Stuttgart und Hamburg Informationsstände und Aktionen gegen die Vorratsdatenspeicherung organisiert wurden. Die Aktionen fanden unter der Kampagne Verfolgungsprofile und dem Hashtag #NOPNR statt.

## Cyberattacken
Cyberattacken auf Umweltschutz- und Menschenrechtsorganisationen, die diese technisch außer Kraft setzen, kommen selten vor. Allerdings häufen sich Cyberattacken, wie etwa die Hackerangriffe auf den Deutschen Bundestag. Aber auch Cyberattacken auf deutsche Unternehmen nehmen zu. 2015 wurde eine von drei Firmen bereits Opfer eines Hackerangriffes. Der jährliche Schaden durch diese Attacken werden auf 50 Milliarden Euro geschätzt.

## Digitalisierung
Die Digitalisierung ist ein präsentes Thema in den Medien in Deutschland. Die Digitalisierung entwickelt sich zwar teilweise, bleibt aber im europäischen Vergleich eher mittelmäßig. Der sogenannte Index für die digitale Wirtschaft und Gesellschaft listet Deutschland auf Platz neun von den derzeitigen 28 Mitgliedstaaten der Europäischen Union.

### E-Learning
Die Digitalisierung der deutschen Schulen und des Unterrichts ist eines der wichtigsten Themen der Digitalisierung. Obwohl die Digitalisierung weiter voranschreitet, hängt Deutschland hinter Ländern wie Norwegen oder Estland hinterher. Sogenannte Laptop- oder Tabletklassen werden als Pilotprojekte eingesetzt, sind aber noch lange nicht weit verbreitet. Herausforderungen stellen die Versorgung des ländlichen Raumes mit (schnellem) Internet und die kontinuierliche Beschaffung von Serverstrukturen und Endgeräten dar. Beide Herausforderungen werden mit diversen Förderprogrammen der Bundesrepublik und der Länder unterstützt. Erste Ansätze stellen Konzepte wie „bring your own device“ (die Schüler nutzen ihre persönlichen Geräte) oder auch cloudbasierte Verwaltungs- und Lernplattformen dar.

### E-Government
Das sogenannte E-Government ist im Gegensatz in den beiden Nachbarstaaten Österreich und der Schweiz, in Deutschland noch im Aufbau. Im europäischen Vergleich schnitt Deutschland im E-Government im Jahr 2019 laut dem Digital Economy and Society Index (DESI) deutlich schlechter ab.
Mit dem Onlinezugangsgesetz hat sich der deutsche Staat im E-Government zur Digitalisierung verpflichtet, bis spätestens zum Jahr 2022 die 575 Verwaltungsleistungen auch elektronisch über Verwaltungsportale anzubieten, wie dies Estland mit mehr als 600 E-Government-Diensten praktiziert.

## Internet und Medien
| Alter           | Männer | Frauen |
| --------------- | ------ | ------ |
| unter 34 Jahren | 76 %   | 62 %   |
| 35 bis 59 Jahre | 66 %   | 46 %   |
| über 60 Jahren  | 57 %   | 43 %   |

Etwa 45 % der Deutschen oder 58 % der Internetnutzer benutzen das Internet als Informationsquelle für Nachrichten. In allen Altersgruppen nutzen prozentual mehr Männer Online-Nachrichten als Frauen, außerdem gibt es auch hier Altersunterschiede (siehe Tabelle).
Viele Medien sind Online im Internet vertreten. Einige Zeitungen stellen ihre Inhalte kostenlos im Internet zur Verfügung, andere muss man abonnieren. Auf Internetseiten wie radio.de kann man zahlreiche Radiosender online hören, was oft aber auch auf den Internetseiten der Radiosender möglich ist. Radiosender stellen Sendungen, die keine Musik beinhalten, wegen der GEMA, oft als Podcasts ins Internet. Auf sogenannten Online-Mediatheken sind solche Podcasts, aber auch Sendungen und Dokumentationen des Fernsehens für eine bestimmte Zeit deutschlandweit zugänglich.
Auf einigen deutschen (Hörfunk)Sendern gibt es Sendungen, die sich ausschließlich mit dem Internet befassen, etwa dem Netzfilter auf Puls, einem Hörfunksender des bayrischen Rundfunks, aber auch eigene Rubriken in Sendungen, wie etwa Neues aus Digitalistan in der Sendung Leonardo auf WDR 5.